# Urta Daragh
Urta Daragh – wieś w Iranie, w ostanie Azerbejdżan Zachodni, w szahrestanie Mijandoab. W 2006 roku liczyła 136 mieszkańców.